# ألمانيا في الألعاب البارالمبية الصيفية 2020
نافست ألمانيا في دورة الألعاب البارالمبية الصيفية 2020 في طوكيو، اليابان، من 24 أغسطس إلى 5 سبتمبر 2021. وكان هذا هو ظهورها السادس عشر على التوالي في دورة الألعاب البارالمبية الصيفية منذ عام 1960.

## الحائزون على الميداليات
| الميدالية | الاسم                       | الرياضة            | الحدث                                        | التاريخ  |
| --------- | --------------------------- | ------------------ | -------------------------------------------- | -------- |
| ذهبية     | مارتن شولز                  | الترياثلون         | رجال PTS5                                    | 29 أغسطس |
| ذهبية     | فالنتين باوس                | تنس الطاولة        | فردي للرجال – الفئة 5                        | 29 أغسطس |
| ذهبية     | فيليكس سترينغ               | ألعاب القوى        | 100 متر للرجال T64                           | 30 أغسطس |
| ذهبية     | أنيكا تسين                  | الدراجات           | ضد الساعة على الطريق للسيدات H1–3            | 31 أغسطس |
| ذهبية     | يانا مايونكه                | الدراجات           | ضد الساعة على الطريق للسيدات T1–2            | 31 أغسطس |
| ذهبية     | ناتاشا هيلتروب              | الرماية            | مختلط بندقية هوائية 10 م وضع الانبطاح SH1 R3 | 1 سبتمبر |
| ذهبية     | تاليسو إنغل                 | السباحة            | 100 متر صدر للرجال SB13                      | 1 سبتمبر |
| ذهبية     | إلينا كراوزو                | السباحة            | 100 متر صدر للسيدات SB13                     | 1 سبتمبر |
| ذهبية     | ماركوس ريم                  | ألعاب القوى        | الوثب الطويل للرجال T64                      | 1 سبتمبر |
| ذهبية     | يانا مايونكه                | الدراجات           | سباق الطريق للسيدات T1–2                     | 2 سبتمبر |
| ذهبية     | يوهانس فلورز                | ألعاب القوى        | 400 متر للرجال T62                           | 3 سبتمبر |
| ذهبية     | إدينا مولر                  | الكانوي البارالمبي | سيدات KL1                                    | 4 سبتمبر |
| ذهبية     | ليندي آفه                   | ألعاب القوى        | 400 متر للسيدات T38                          | 4 سبتمبر |
| فضية      | توماس شميتبرغر              | تنس الطاولة        | فردي للرجال – الفئة 3                        | 28 أغسطس |
| فضية      | ليو شيفر                    | ألعاب القوى        | الوثب الطويل للرجال T63                      | 28 أغسطس |
| فضية      | فرانسيس هيرمان              | ألعاب القوى        | رمي الرمح للسيدات F34                        | 29 أغسطس |
| فضية      | فيكو ميركلين                | الدراجات           | ضد الساعة على الطريق للرجال H4               | 31 أغسطس |
| فضية      | ستيفن فارياس                | الدراجات           | ضد الساعة على الطريق للرجال C3               | 31 أغسطس |
| فضية      | إيرمغارد بنسوزان            | ألعاب القوى        | 200 متر للسيدات T64                          | 31 أغسطس |
| فضية      | أنيكا تساين                 | الدراجات           | سباق الطريق للسيدات H1–4                     | 1 سبتمبر |
| فضية      | أنجيليكا دريوك-كازر         | الدراجات           | سباق الطريق للسيدات T1–2                     | 2 سبتمبر |
| فضية      | توماس بروشله توماس شميتبرغر | تنس الطاولة        | فرق للرجال – الفئة 3                         | 2 سبتمبر |
| فضية      | ناتاشا هيلتروب              | الرماية            | بندقية R8 50 متر ثلاث أوضاع للسيدات SH1      | 3 سبتمبر |
| فضية      | إيرمغارد بنسوزان            | ألعاب القوى        | 100 متر للسيدات T64                          | 3 سبتمبر |
| فضية      | فيليكس سترينغ               | ألعاب القوى        | 200 متر للرجال T64                           | 4 سبتمبر |
| برونزية   | دنيز شيندلر                 | الدراجات           | المطاردة الفردية للسيدات C1–3                | 25 أغسطس |
| برونزية   | فيرينا شوت                  | السباحة            | 200 متر فردي متنوع للسيدات SM6               | 26 أغسطس |
| برونزية   | ستيفاني غريبه               | تنس الطاولة        | فردي للسيدات – الفئة 6                       | 28 أغسطس |
| برونزية   | فيرينا شوت                  | السباحة            | 100 متر صدر للسيدات SB5                      | 28 أغسطس |
| برونزية   | ليندي آفه                   | ألعاب القوى        | 100 متر للسيدات T38                          | 28 أغسطس |
| برونزية   | نيكو كابل                   | ألعاب القوى        | دفع الجلة للرجال F41                         | 30 أغسطس |
| برونزية   | ريجين ميشبلكامب             | الفروسية           | اختبار الفروسية الفردي الحر – الدرجة V       | 30 أغسطس |
| برونزية   | ليون شيفر                   | ألعاب القوى        | 100 متر للرجال T63                           | 30 أغسطس |
| برونزية   | يوهانس فلورز                | ألعاب القوى        | 100 متر للرجال T64                           | 30 أغسطس |
| برونزية   | كيرستن براختندورف           | الدراجات           | ضد الساعة على الطريق للسيدات C5              | 31 أغسطس |
| برونزية   | ميشائيل تويبر               | الدراجات           | ضد الساعة على الطريق للرجال C1               | 31 أغسطس |
| برونزية   | سيباستيان ديتز              | ألعاب القوى        | دفع الجلة للرجال F36                         | 31 أغسطس |
| برونزية   | ماتياس شيندلر               | الدراجات           | ضد الساعة على الطريق للرجال C3               | 31 أغسطس |
| برونزية   | أنجيليكا دريوك-كازر         | الدراجات           | ضد الساعة على الطريق للسيدات T1–2            | 31 أغسطس |
| برونزية   | توماس راو بيورن شناكه       | تنس الطاولة        | فرق للرجال – الفئة 6–7                       | 1 سبتمبر |
| برونزية   | فيرينا شوت                  | السباحة            | 100 متر ظهر للسيدات S6                       | 3 سبتمبر |
| برونزية   | علي لاتسين                  | ألعاب القوى        | 200 متر للرجال T61                           | 3 سبتمبر |
| برونزية   | فيليتشا لابيرر              | الكانوي البارالمبي | سيدات KL3                                    | 4 سبتمبر |

## المتنافسون
فيما يلي قائمة بأعداد المتنافسين المشاركين في الألعاب:
| الرياضة        | الرجال | السيدات | المجموع |
| -------------- | ------ | ------- | ------- |
| النبالة        | 1      | 0       | 1       |
| ألعاب القوى    | 13     | 14      | 27      |
| الريشة الطائرة | 3      | 3       | 6       |
| بوتشيا         | 1      | 0       | 1       |
| ركوب الدراجات  | 7      | 6       | 13      |
| الفروسية       | 1      | 3       | 4       |
| كرة الهدف      | 6      | 0       | 6       |
| الجودو         | 2      | 2       | 4       |
| الكانو         | 1      | 4       | 5       |
| الترياثلون     | 1      | 0       | 1       |
| التجديف        | 1      | 1       | 2       |
| الرمي          | 4      | 2       | 6       |
| الكرة الطائرة  | 12     | 0       | 12      |
| السباحة        | 5      | 6       | 11      |
| تنس الطاولة    | 5      | 3       | 8       |
| كرة السلة      | 12     | 12      | 24      |
| المبارزة       | 1      | 1       | 2       |
| التنس          | 0      | 1       | 1       |
| المجموع        | 76     | 58      | 134     |

## النبالة
حصلت ألمانيا على مقعد واحد في بطولة العالم لرماية السهام للمعاقين 2019 التي أقيمت في دن بوش، هولندا.
| الرياضي         | الفعالية                          | الجولة الترتيبية | الجولة الترتيبية | دور الـ32                | دور الـ16                 | ربع النهائي          | نصف النهائي | النهائي     | النهائي  |
| الرياضي         | الفعالية                          | النقاط           | التصنيف          | نتيجة الخصم              | نتيجة الخصم               | نتيجة الخصم          | نتيجة الخصم | نتيجة الخصم | الترتيب  |
| --------------- | --------------------------------- | ---------------- | ---------------- | ------------------------ | ------------------------- | -------------------- | ----------- | ----------- | -------- |
| مايك سزارشيفسكي | فردي الرجال القوس المنحني المفتوح | 569              | 29               | نتسيري (تايلاند) · ف 6–2 | فابشيش (سلوفينيا) · ف 6–0 | سينغ (الهند) · خ 2–6 | لم يتأهل    | لم يتأهل    | لم يتأهل |

## ألعاب القوى
ومن بين الرياضيين الذين يمثلون ألمانيا في ألعاب القوى يوهانس فلورز، نيكو كابل، فيليكس سترينغ، ماركوس ريهم، فيليكس سترينغ، سيباستيان ديتز، كاترين مولر-روتغاردت، إيرمغارد بنسوسان، فرانسيس هيرمان وبيرجيت كوبر.
سباق المضمار للرجال
| الرياضي                              | الحدث        | التصفيات | التصفيات | النهائي  | النهائي  |
| الرياضي                              | الحدث        | النتيجة  | الترتيب  | النتيجة  | الترتيب  |
| ------------------------------------ | ------------ | -------- | -------- | -------- | -------- |
| الحسان بالدي                         | 800 متر T54  | 1:41.10  | 14       | لم يتأهل | لم يتأهل |
| الحسان بالدي                         | 1500 متر T54 | 2:58.92  | 10       | لم يتأهل | لم يتأهل |
| الحسان بالدي                         | 5000 متر T54 | DNF      | DNF      | لم يتأهل | لم يتأهل |
| ديفيد بهري                           | 100 متر T64  | 12.10    | 15       | لم يتأهل | لم يتأهل |
| مارسيل بوتغر المرشد: ألكسندر كوزينكو | 100 متر T12  | DQ       | DQ       | لم يتأهل | لم يتأهل |
| يوهانس فلورز                         | 100 متر T64  | 10.78 SB | 2 Q      | 10.79 PR | الثالث   |
| يوهانس فلورز                         | 400 متر T62  | —        | 45.85 SB | الأول    |          |
| علي لاشين                            | 200 متر T61  | —        | 24.64 SB | الثالث   |          |
| ليون شافر                            | 100 متر T63  | 12.32 SB | 3 Q      | 12.22 PB | الثالث   |
| فيليكس سترينغ                        | 100 متر T64  | 10.72 PR | 1 Q      | 10.76    | الأول    |
| فيليكس سترينغ                        | 200 متر T64  | 21.98    | 2 Q      | 21.78 SB | الثاني   |

ميدان الرجال
| الرياضي        | الحدث         | النهائي  | النهائي |
| الرياضي        | الحدث         | النتيجة  | الترتيب |
| -------------- | ------------- | -------- | ------- |
| مارسيل بوتغر   | وثب طويل T12  | 5.61     | 10      |
| سيباستيان ديتز | رمي الجلة F36 | 14.81 SB | الثالث  |
| يانيس فيشر     | رمي الجلة F40 | 10.16    | 6       |
| نيكو كابل      | رمي الجلة F41 | 13.30    | الثالث  |
| علي لاشين      | وثب طويل T63  | 6.70 AR  | 5       |
| ماركوس رهام    | وثب طويل T64  | 8.18     | الأول   |
| ليون شافر      | وثب طويل T63  | 7.12 PR  | الثاني  |
| دانييل شايل    | رمي الجلة F33 | 9.86     | 5       |
| ماتياس شولز    | رمي الجلة F46 | 15.60 PB | 5       |

سباق المضمار للسيدات
| الرياضية                                    | الحدث        | التمهيدي   | التمهيدي    | نصف النهائي | نصف النهائي | النهائي  | النهائي  |
| الرياضية                                    | الحدث        | النتيجة    | الترتيب     | النتيجة     | الترتيب     | النتيجة  | الترتيب  |
| ------------------------------------------- | ------------ | ---------- | ----------- | ----------- | ----------- | -------- | -------- |
| ليندي آفي                                   | 100 متر T38  | 12.87 PB   | 3 Q         | —           | 12.77 PB    | الثالث   |          |
| ليندي آفي                                   | 400 متر T38  | 1:01.16 PB | 1 Q         | —           | 1:00.00 WR  | الأول    |          |
| إيرمغارد بينسوسان                           | 100 متر T64  | 13.01      | 2 Q         | —           | 12.89 PR    | الثاني   |          |
| إيرمغارد بينسوسان                           | 200 متر T64  | 26.41 PR   | 1 Q         | —           | 26.58       | الثاني   |          |
| ياني صوفي إنغليتر                           | 100 متر T13  | 12.42 PB   | 9           | —           | لم تتأهل    | لم تتأهل |          |
| إيزابيل فوردر                               | 100 متر T35  | 15.65      | 6 Q         | —           | 15.32       | 4        |          |
| إيزابيل فوردر                               | 200 متر T35  | —          | 33.05       | 7           |             |          |          |
| ميرلي منجي                                  | 400 متر T54  | 55.24 PB   | 5 q         | —           | 56.69       | 8        |          |
| ميرلي منجي                                  | 800 متر T54  | 1:53.06    | 7 Q         | —           | 1:46.43     | 4        |          |
| ميرلي منجي                                  | 1500 متر T54 | 3:36.46    | 9 Q         | —           | 3:28.64     | 4        |          |
| ميرلي منجي                                  | 5000 متر T54 | —          | 11:16.38 PB | 6           |             |          |          |
| نيله موس                                    | 100 متر T38  | 13.58 PB   | 10          | —           | لم تتأهل    | لم تتأهل |          |
| نيله موس                                    | 400 متر T38  | 1:03.07    | 9           | —           | لم تتأهل    | لم تتأهل |          |
| كاترين مولر-روتغارت المرشد: نويل-فيليب فينر | 100 متر T12  | DNS        | DNS         | لم تتأهل    | لم تتأهل    | لم تتأهل | لم تتأهل |
| كاترين مولر-روتغارت المرشد: نويل-فيليب فينر | 400 متر T12  | DQ         | DQ          | —           | لم تتأهل    | لم تتأهل |          |
| نيكول نيكلتيزك                              | 100 متر T36  | 14.84      | 6 Q         | —           | 14.95       | 6        |          |
| نيكول نيكلتيزك                              | 200 متر T36  | 31.31      | 4 Q         | —           | DQ          | DQ       |          |
| ماريا تييتزه                                | 100 متر T64  | 13.71 SB   | 12          | —           | لم تتأهل    | لم تتأهل |          |
| ماريا تييتزه                                | 200 متر T64  | 27.77 PB   | 7 Q         | —           | 28.22       | 7        |          |

ميدان السيدات
| الرياضية           | الحدث         | النهائي  | النهائي |
| الرياضية           | الحدث         | النتيجة  | الترتيب |
| ------------------ | ------------- | -------- | ------- |
| ماري برامر-سكوورنك | رمي الجلة F34 | 7.73     | 4       |
| فرانسيس هيرمان     | رمي الرمح F34 | 17.72 SB | الثاني  |
| يوليان موج         | رمي الجلة F36 | 8.49 SB  | 4       |
| ليز بيترسن         | رمي الرمح F46 | 32.46    | 7       |
| مارتينا ويلينج     | رمي الرمح F56 | 19.78    | 5       |

التتابع المختلط
| الرياضيون                                    | الحدث                   | التمهيدي | التمهيدي | النهائي  | النهائي  |
| الرياضيون                                    | الحدث                   | النتيجة  | الترتيب  | النتيجة  | الترتيب  |
| -------------------------------------------- | ----------------------- | -------- | -------- | -------- | -------- |
| مارسيل بوتجر ديفيد بيره ليندي آفي ميرلي منجي | تتابع 4 × 100 متر مختلط | 48.21    | 5        | لم تتأهل | لم تتأهل |

## الريشة الطائرة
تأهلت ألمانيا ما مجموعه ستة لاعبين من لاعبي البارابادمنتون لكل من الأحداث التالية إلى بطولة البارالمبية بناءً على التصنيف العالمي للاتحاد الدولي لريشة الطائرة.
الرجال
| اللاعب                        | الحدث               | دور المجموعات                              | دور المجموعات                                     | دور المجموعات                          | دور المجموعات | ربع النهائي   | نصف النهائي   | النهائي / BM  | النهائي / BM |
| اللاعب                        | الحدث               | الخصم النتيجة                              | الخصم النتيجة                                     | الخصم النتيجة                          | الترتيب       | الخصم النتيجة | الخصم النتيجة | الخصم النتيجة | الترتيب      |
| ----------------------------- | ------------------- | ------------------------------------------ | ------------------------------------------------- | -------------------------------------- | ------------- | ------------- | ------------- | ------------- | ------------ |
| توماس فاندشنايدر              | فردي للرجال WH1     | هومهول (تايلاند) · خ (19–21، 21–17، 12–21) | لي د-س (كوريا الجنوبية) · خ (21–17، 19–21، 17–21) | —                                      | 3             | لم يتأهل      | لم يتأهل      | لم يتأهل      | لم يتأهل     |
| يونغ-تشين مي                  | فردي للرجال WH1     | موراياما (اليابان) · خ (8–21، 7–21)        | لي س-س (كوريا الجنوبية) · خ (18–21، 13–21)        | —                                      | 3             | لم يتأهل      | لم يتأهل      | لم يتأهل      | لم يتأهل     |
| يان-نيكلاس بوت                | فردي للرجال SL4     | لاليناكير ياثيراج (الهند) · خ (9–21، 3–21) | مازور (فرنسا) · خ (3–21، 7–21)                    | سوسانتو (إندونيسيا) · ف (21–15، 23–21) | 3             | —             | لم يتأهل      | لم يتأهل      | لم يتأهل     |
| يونغ-تشين مي توماس فاندشنايدر | زوجي للرجال WH1–WH2 | تشو / · ماي (الصين) · خ (10–21، 8–21)      | موراياما / · كاجيوارا (اليابان) · خ (12–21، 9–21) | —                                      | 3             | —             | لم يتأهل      | لم يتأهل      | لم يتأهل     |

السيدات
| اللاعب                      | الحدث                | دور المجموعات                            | دور المجموعات                                    | دور المجموعات | دور المجموعات | ربع النهائي                      | نصف النهائي   | النهائي / BM  | النهائي / BM |
| اللاعب                      | الحدث                | الخصم النتيجة                            | الخصم النتيجة                                    | الخصم النتيجة | الترتيب       | الخصم النتيجة                    | الخصم النتيجة | الخصم النتيجة | الترتيب      |
| --------------------------- | -------------------- | ---------------------------------------- | ------------------------------------------------ | ------------- | ------------- | -------------------------------- | ------------- | ------------- | ------------ |
| فاليسكا كنوبلاوخ            | فردي للسيدات WH1     | رونغن (ألمانيا) · ف (21–7، 21–8)         | سوتر-إيراث (سويسرا) · خ (18–21، 15–21)           | —             | 2 تأهل        | تشانغ (الصين) · خ (16–21، 18–21) | لم يتأهل      | لم يتأهل      | لم يتأهل     |
| إلكه رونغن                  | فردي للسيدات WH1     | كنوبلاوخ (ألمانيا) · خ (7–21، 8–21)      | سوتر-إيراث (سويسرا) · خ (6–21، 7–21)             | —             | 3             | لم يتأهل                         | لم يتأهل      | لم يتأهل      | لم يتأهل     |
| كاترين زيبيرت               | فردي للسيدات SL4     | بارمار (الهند) · ف (23–21، 19–21، 21–15) | تشنغ (الصين) · خ (5–21، 11–21)                   | —             | 2             | —                                | لم يتأهل      | لم يتأهل      | لم يتأهل     |
| فاليسكا كنوبلاوخ إلكه رونغن | زوجي للسيدات WH1–WH2 | يين / · ليو (الصين) · خ (3–21، 8–21)     | ماتيز / · سوتر-إيراث (سويسرا) · خ (11–21، 11–21) | —             | 3             | —                                | لم يتأهل      | لم يتأهل      | لم يتأهل     |

المختلط
| اللاعب                       | الحدث              | دور المجموعات                                     | دور المجموعات                                    | دور المجموعات | نصف النهائي   | النهائي / BM  | النهائي / BM |
| اللاعب                       | الحدث              | الخصم النتيجة                                     | الخصم النتيجة                                    | الترتيب       | الخصم النتيجة | الخصم النتيجة | الترتيب      |
| ---------------------------- | ------------------ | ------------------------------------------------- | ------------------------------------------------ | ------------- | ------------- | ------------- | ------------ |
| يان-نيكلاس بوت كاترين زيبيرت | زوجي مختلط SL3–SU5 | سوسانتو / · أوكتيلّا (إندونيسيا) · خ (7–21، 17–21) | فوجيهارا / · سوجينو (اليابان) · خ (23–25، 11–21) | 3             | لم يتأهل      | لم يتأهل      | لم يتأهل     |

## بوتشيا
تأهل بوريس نيكولاي لألمانيا في منافسات فردي BC4. وهذه هي المرة الأولى التي تشارك فيها ألمانيا في هذه الرياضة.
| اللاعب        | الحدث    | التصفيات                   | التصفيات | دور الـ16     | ربع النهائي   | نصف النهائي   | النهائي       | النهائي  |
| اللاعب        | الحدث    | الخصم                      | الترتيب  | الخصم النتيجة | الخصم النتيجة | الخصم النتيجة | الخصم النتيجة | الترتيب  |
| ------------- | -------- | -------------------------- | -------- | ------------- | ------------- | ------------- | ------------- | -------- |
| بوريس نيكولاي | فردي BC4 | بالكوفا (سلوفاكيا) · خ 1–6 | 2        | لم يتأهل      | لم يتأهل      | لم يتأهل      | لم يتأهل      | لم يتأهل |
| بوريس نيكولاي | فردي BC4 | شيكا (كولومبيا) · ف 7–1    | 2        | لم يتأهل      | لم يتأهل      | لم يتأهل      | لم يتأهل      | لم يتأهل |
| بوريس نيكولاي | فردي BC4 | سيلي (كولومبيا) · خ 3–5    | 2        | لم يتأهل      | لم يتأهل      | لم يتأهل      | لم يتأهل      | لم يتأهل |

## ركوب الدراجات
الطريق للرجال
| اللاعب       | الحدث            | الوقت    | الترتيب |
| ------------ | ---------------- | -------- | ------- |
| بيرند ييفري  | سباق الطريق H4   | DNF      | DNF     |
| بيرند ييفري  | ضد الساعة H4     | 43:53.61 | 8       |
| فيكو ميركلين | سباق الطريق H3   | DNF      | DNF     |
| فيكو ميركلين | ضد الساعة H3     | 43:41.06 | الثاني  |
| ماتياس شندلر | سباق الطريق C1–3 | 2:17:02  | 13      |
| ماتياس شندلر | ضد الساعة C3     | 36:17.95 | الثالث  |
| بيير سينسكا  | سباق الطريق C1–3 | 2:29:26  | 29      |
| بيير سينسكا  | ضد الساعة C1     | 26:25.41 | 4       |
| ميشائيل تيبر | سباق الطريق C1–3 | 2:26:53  | 24      |
| ميشائيل تيبر | ضد الساعة C1     | 24:58.67 | الثالث  |
| ستيفن وارياس | سباق الطريق C1–3 | 2:11:06  | 7       |
| ستيفن وارياس | ضد الساعة C3     | 35:57.41 | الثاني  |

طريق السيدات
| اللاعبة             | الحدث            | الوقت    | الترتيب |
| ------------------- | ---------------- | -------- | ------- |
| كيرستين براختندورف  | سباق الطريق C4–5 | 2:24:16  | 5       |
| كيرستين براختندورف  | ضد الساعة C5     | 38:34.49 | الثالث  |
| أنجيليكا دريك-كايسر | سباق الطريق T1–2 | 1:03:40  | الثاني  |
| أنجيليكا دريك-كايسر | ضد الساعة T1–2   | 36:53.88 | الثالث  |
| أندريا إيسكاو       | سباق الطريق H5   | 2:47:25  | 4       |
| أندريا إيسكاو       | ضد الساعة H4–5   | 50:10.19 | 5       |
| يانا مايونكه        | سباق الطريق T1–2 | 1:00:58  | الأول   |
| يانا مايونكه        | ضد الساعة T1–2   | 36:06.17 | الأول   |
| دينيس شندلر         | سباق الطريق C1–3 | 1:15:38  | 5       |
| دينيس شندلر         | ضد الساعة C1–3   | 28:44.33 | 9       |
| أنيكا زاين          | سباق الطريق H1–4 | 56:21    | الثاني  |
| أنيكا زاين          | ضد الساعة H1–3   | 32:46.97 | الأول   |

الطريق المختلط
| اللاعبون                            | الحدث             | الوقت | الترتيب |
| ----------------------------------- | ----------------- | ----- | ------- |
| بيرند ييفري فيكو ميركلين أنيكا زاين | تتابع الفريق H1–5 | 53:55 | 4       |

سباق المضمار للرجال
| الرياضي                          | الحدث               | الوقت (التأهيلي) | الترتيب  | الخصم / الوقت (النهائي) | الترتيب  |
| -------------------------------- | ------------------- | ---------------- | -------- | ----------------------- | -------- |
| كاي كروزه بمرافقة روبرت فورستمان | المطاردة الفردية B  | DNF              | DNF      | لم يتأهل                | لم يتأهل |
| كاي كروزه بمرافقة روبرت فورستمان | ضد الساعة B         | —                | 1:00.554 | 4                       |          |
| بيير سينسكا                      | المطاردة الفردية C1 | 3:50.016         | 6        | لم يتأهل                | لم يتأهل |
| مايكل تويبر                      | المطاردة الفردية C1 | 3:59.521         | 8        | لم يتأهل                | لم يتأهل |

سباق المضمار للسيدات
| الرياضية    | الحدث                 | الوقت (التأهيلي) | الترتيب | الخصم / الوقت (النهائي)                     | الترتيب |
| ----------- | --------------------- | ---------------- | ------- | ------------------------------------------- | ------- |
| دينيس شندلر | المطاردة الفردية C1–3 | 3:57.625         | 3 QB    | كلارا براون (الولايات المتحدة) · ف 3:55.120 | الثالث  |

## الفروسية
تأهلت ألمانيا لدورة الألعاب البارالمبية الصيفية لعام 2020 بعد حصولها على المركز الأول في دورة الألعاب العالمية للفروسية التي نظمها الاتحاد الدولي للفروسية عام 2018. ويضم الفريق ساسكيا دويتس، وهايدي ماري دريسينج، وريجين ميسبلكامب، وستيفن زيبيج.
| الرياضي/ـة                                     | الفرس           | الحدث                                   | النتيجة | الترتيب |
| ---------------------------------------------- | --------------- | --------------------------------------- | ------- | ------- |
| ساسكيا دويتس                                   | سويالا          | اختبار البطولة الفردية - الدرجة الرابعة | 70.975  | 6       |
| ساسكيا دويتس                                   | سويالا          | الاختبار الفردي الحر - الدرجة الرابعة   | 73.485  | 6       |
| هايديماري دريسينغ                              | لا بوم 20       | اختبار البطولة الفردية - الدرجة الثانية | 72.294  | 4       |
| هايديماري دريسينغ                              | لا بوم 20       | الاختبار الفردي الحر - الدرجة الثانية   | 74.867  | 4       |
| ريجين ميسبلكامب                                | هايلاندر ديلايت | اختبار البطولة الفردية - الدرجة الخامسة | 73.191  | 4       |
| ريجين ميسبلكامب                                | هايلاندر ديلايت | الاختبار الفردي الحر - الدرجة الخامسة   | 76.820  | الثالث  |
| ستيفن تسيبيغ                                   | فيل جود 4       | اختبار البطولة الفردية - الدرجة الثالثة | 69.323  | 13      |
| ساسكيا دويتس هايديماري دريسينغ ريجين ميسبلكامب | انظر أعلاه      | الفرق                                   | 215.036 | 7       |

## الجودو
تأهل أربعة لاعبين جودو ألمان للمنافسة في الألعاب.
الرجال
| الرياضي        | الحدث    | الدور التمهيدي | ربع النهائي                   | نصف النهائي                      | جولة الترضية الأولى | جولة الترضية الثانية         | النهائي / منافسة الميدالية البرونزية | النهائي / منافسة الميدالية البرونزية |
| الرياضي        | الحدث    | الخصم النتيجة  | الخصم النتيجة                 | الخصم النتيجة                    | الخصم النتيجة       | الخصم النتيجة                | الخصم النتيجة                        | الترتيب                              |
| -------------- | -------- | -------------- | ----------------------------- | -------------------------------- | ------------------- | ---------------------------- | ------------------------------------ | ------------------------------------ |
| نيكولاي كورنهس | -73 كجم  | اعفاء          | دولت (كازاخستان) · خ 01–10    | لم يتأهل                         | اعفاء               | محمودوف (أوكرانيا) · خ 00–01 | لم يتأهل                             | لم يتأهل                             |
| أوليفر أوبمان  | -100 كجم | اعفاء          | ماتسوموتو (اليابان) · ف 10–00 | سكلي (بريطانيا العظمى) · خ 00–11 | اعفاء               | شيفتشينكو (روسيا) خ 00–11    | 5                                    |                                      |

السيدات
| الرياضية      | الحدث         | الدور التمهيدي           | ربع النهائي                  | نصف النهائي            | جولة الترضية الأولى     | جولة الترضية الثانية             | النهائي / منافسة الميدالية البرونزية | النهائي / منافسة الميدالية البرونزية |
| الخصم النتيجة | الخصم النتيجة | الخصم النتيجة            | الخصم النتيجة                | الخصم النتيجة          | الخصم النتيجة           | الترتيب                          | الخصم النتيجة                        | الترتيب                              |
| ------------- | ------------- | ------------------------ | ---------------------------- | ---------------------- | ----------------------- | -------------------------------- | ------------------------------------ | ------------------------------------ |
| كارمن بروسّيغ  | -48 كجم       | بوتابوفا (روسيا) خ 00–01 | لم تتأهل                     | لم تتأهل               | تاشين (تركيا) · خ 01–11 | لم تتأهل                         | لم تتأهل                             | لم تتأهل                             |
| رامونا بروسّيغ | -52 كجم       | اعفاء                    | كاردوسو (البرازيل) · ف 10–00 | غانيه (كندا) · خ 00–11 | اعفاء                   | نيكولايتشيك (أوكرانيا) · خ 00–11 | 5                                    |                                      |

## الكانو
تأهلت ألمانيا لستة متسابقين في رياضة الباراكانو.
| الرياضي            | الحدث     | التصفيات | التصفيات               | نصف النهائي     | نصف النهائي | النهائي  | النهائي |
| النتيجة            | الترتيب   | النتيجة  | الترتيب                | النتيجة         | الترتيب     | النتيجة  | الترتيب |
| ------------------ | --------- | -------- | ---------------------- | --------------- | ----------- | -------- | ------- |
| إيفو كيليان        | رجال KL2  | 50.389   | 6 تأهل إلى نصف النهائي | 48.247          | 6 نهائي B   | 49.306   | 13      |
| توم كيري           | رجال KL3  | 42.098   | 3 تأهل إلى نصف النهائي | 41.647          | 3 نهائي A   | 42.155   | 6       |
| إدينا مولر         | سيدات KL1 | 56.391   | 1 نهائي A              | أعفيت من الجولة | 53.958      | الأول    |         |
| أنيا أدلر          | سيدات KL2 | 55.693   | 2 تأهل إلى نصف النهائي | 54.338          | 1 نهائي A   | 54.155   | 4       |
| فيليشيا لابيرير    | سيدات KL3 | 53.022   | 3 تأهل إلى نصف النهائي | 51.049          | 1 نهائي A   | 51.868   | الثالث  |
| كاثارينا باورنشميت | سيدات VL2 | 1:05.324 | 3 تأهل إلى نصف النهائي | 1:02.601        | 2 نهائي A   | 1:04.023 | 6       |

## الترياثلون
| الرياضي    | الحدث           | السباحة | الانتقال 1 | الدراجة | الانتقال 2 | الجري | الوقت الإجمالي | الترتيب |
| ---------- | --------------- | ------- | ---------- | ------- | ---------- | ----- | -------------- | ------- |
| مارتن شولز | فئة PTS5 للرجال | 10:28   | 0:52       | 28:52   | 0:47       | 17:11 | 58:10          | الأول   |

## التجديف
تأهلت ألمانيا بقاربين في منافسات التجديف الفردي للألعاب. ستتنافس سيلفيا بيل ستيبات في منافسات التجديف الفردي للسيدات بعد حصولها على المركز السادس في بطولة العالم للتجديف 2019 في أوتينسهايم، النمسا، وتأمين أحد المراكز السابعة المتاحة. وفي الوقت نفسه، سيتنافس ماركوس كليمب في منافسات التجديف الفردي للرجال بعد فوزه بالميدالية الذهبية في سباق التصفيات البارالمبية النهائية لعام 2021 في جافيرات، إيطاليا.
| الرياضي            | الحدث                  | الجولات التأهيلية | الجولات التأهيلية | إعادة المنافسة | إعادة المنافسة | النهائي  | النهائي |
| الرياضي            | الحدث                  | الزمن             | الترتيب           | الزمن          | الترتيب        | الزمن    | الترتيب |
| ------------------ | ---------------------- | ----------------- | ----------------- | -------------- | -------------- | -------- | ------- |
| ماركوس كليمب       | التجديف الفردي للرجال  | 11:10.97          | 5 R               | 9:40.05        | 3 FB           | 10:32.27 | 8       |
| سيلفيا بيل-ستيببات | التجديف الفردي للسيدات | 11:39.70          | 3 R               | 10:49.78       | 2 FA           | 12:02.47 | 5       |

مفاتيح التأهل: FA=النهائي أ (ميدالية)؛ FB=النهائي ب (بدون ميدالية)؛ R=إعادة المنافسة

## الرماية
شاركت ألمانيا بأربعة رياضيين في منافسات البارالمبية. وقد نجحوا جميعًا في اجتياز التصفيات البارالمبية في بطولة العالم 2018 التي أقيمت في تشونغجو، كوريا الجنوبية، وكأس العالم 2018 التي أقيمت في شاتورو، فرنسا، وكأس العالم 2019 التي أقيمت في العين، الإمارات العربية المتحدة، وبطولة العالم 2019 التي أقيمت في سيدني، أستراليا.
| الرياضي               | الحدث                                    | التصفيات  | التصفيات | النهائي  | النهائي  |
| الرياضي               | الحدث                                    | النقاط    | الترتيب  | النقاط   | الترتيب  |
| --------------------- | ---------------------------------------- | --------- | -------- | -------- | -------- |
| بيرنهارد فندت         | R3 – 10 م بندقية هوائية انبطاح SH1 مختلط | 631.1     | 17       | لم يتأهل | لم يتأهل |
| بيرنهارد فندت         | R6 – 50 م بندقية انبطاح SH1 مختلط        | 616.0     | 12       | لم يتأهل | لم يتأهل |
| ناتاشا هيلتروب        | R2 – 10 م بندقية هوائية وقوف SH1 للسيدات | 616.5     | 11       | لم تتأهل | لم تتأهل |
| ناتاشا هيلتروب        | R3 – 10 م بندقية هوائية انبطاح SH1 مختلط | 635.4     | 2 Q      | 253.1 PR | الأول    |
| ناتاشا هيلتروب        | R6 – 50 م بندقية انبطاح SH1 مختلط        | 627.7 QWR | 1 Q      | 184.6    | 5        |
| ناتاشا هيلتروب        | R8 – 50 م ثلاث أوضاع SH1 للسيدات         | 1157      | 6 Q      | 457.1    | الثاني   |
| توبياس ماير           | P1 – 10 م مسدس هوائي SH1 للرجال          | 556       | 15       | لم يتأهل | لم يتأهل |
| توبياس ماير           | P4 – 50 م مسدس SH1 مختلط                 | 529       | 10       | لم يتأهل | لم يتأهل |
| موريتز ألكسندر موبيوس | P5 – 10 م بندقية انبطاح SH2 مختلط        | 629.9     | 27       | لم يتأهل | لم يتأهل |
| موريتز ألكسندر موبيوس | P9 – 50 م بندقية انبطاح SH2 مختلط        | 620.5     | 11       | لم يتأهل | لم يتأهل |
| إلكه سيلجر            | R6 – 50 م بندقية انبطاح SH1 مختلط        | 603.1     | 45       | لم تتأهل | لم تتأهل |
| إلكه سيلجر            | R8 – 50 م ثلاث أوضاع SH1 للسيدات         | 1145      | 10       | لم تتأهل | لم تتأهل |
| تيم فوكن              | P9 – 50 م بندقية انبطاح SH2 مختلط        | 619.0     | 14       | لم يتأهل | لم يتأهل |

## الكرة الطائرة بوضعية الجلوس
تأهلت ألمانيا للمنافسة للأولمبياد في رياضة الكرة الطائرة بوضعية الجلوس.
الملخص
| الفريق         | الحدث         | دور المجموعات   | دور المجموعات   | دور المجموعات    | دور المجموعات | نصف النهائي     | النهائي / BM                       | النهائي / BM |
| الفريق         | الحدث         | المنافس النتيجة | المنافس النتيجة | المنافس النتيجة  | الترتيب       | المنافس النتيجة | المنافس النتيجة                    | الترتيب      |
| -------------- | ------------- | --------------- | --------------- | ---------------- | ------------- | --------------- | ---------------------------------- | ------------ |
| ألمانيا للرجال | مسابقة الرجال | إيران · خ 0–3   | الصين · خ 1–3   | البرازيل · ف 3–1 | 3             | لم يتأهل        | مباراة المركز الخامس · مصر · خ 2–3 | 6            |

## السباحة
الرجال
| الرياضي         | الحدث              | الأدوار التمهيدية | الأدوار التمهيدية | النهائي    | النهائي  |
| الرياضي         | الحدث              | النتيجة           | الترتيب           | النتيجة    | الترتيب  |
| --------------- | ------------------ | ----------------- | ----------------- | ---------- | -------- |
| مالتي براونسفيغ | 50 متر حرة S9      | 26.69             | 15                | لم يتأهل   | لم يتأهل |
| مالتي براونسفيغ | 100 متر ظهر S9     | 1:08.24           | 12                | لم يتأهل   | لم يتأهل |
| مالتي براونسفيغ | 100 متر فراشة S9   | 1:02.10           | 7 ت               | 1:02.95    | 8        |
| فابيان برونه    | 100 متر ظهر S6     | 1:24.13           | 11                | لم يتأهل   | لم يتأهل |
| تاليسو إنجل     | 50 متر حرة S13     | 24.70             | 10                | لم يتأهل   | لم يتأهل |
| تاليسو إنجل     | 400 متر حرة S13    | 4:21.09           | 5 ت               | 4:20.73    | 6        |
| تاليسو إنجل     | 100 متر صدر SB13   | 1:03.52 WR        | 1 ت               | 1:02.97 WR | الأول    |
| تاليسو إنجل     | 200 متر متنوع SM13 | 2:15.66           | 6 ت               | 2:14.05    | 6        |
| جاستن كابس      | 100 متر حرة S10    | 57.01             | 12                | لم يتأهل   | لم يتأهل |
| جاستن كابس      | 400 متر حرة S10    | 4:18.99           | 7 ت               | 4:15.85    | 7        |
| جوسيا توبف      | 50 متر حرة S3      | 46.48             | 1 ت               | 47.09      | 5        |
| جوسيا توبف      | 200 متر حرة S3     | 3:53.38           | 8 ت               | 3:49.44    | 6        |
| جوسيا توبف      | 50 متر ظهر S3      | 49.78             | 6 ت               | 49.99      | 7        |
| جوسيا توبف      | 150 متر متنوع SM3  | 3:16.91           | 4 ت               | 3:20.35    | 6        |

السيدات
| الرياضية        | الحدث              | الأدوار التمهيدية | الأدوار التمهيدية | النهائي  | النهائي  |
| الرياضية        | الحدث              | النتيجة           | الترتيب           | النتيجة  | الترتيب  |
| --------------- | ------------------ | ----------------- | ----------------- | -------- | -------- |
| جينا بوتشر      | 50 متر حرة S4      | 46.33             | 9                 | لم تتأهل | لم تتأهل |
| جينا بوتشر      | 50 متر ظهر S4      | 54.40             | 6 ت               | 53.96    | 6        |
| جينا بوتشر      | 50 متر فراشة S5    | 52.78             | 11                | لم تتأهل | لم تتأهل |
| جينا بوتشر      | 50 متر صدر SB3     | 1:17.41           | 12                | لم تتأهل | لم تتأهل |
| جينا بوتشر      | 150 متر متنوع SM4  | 3:13.51           | 10                | لم تتأهل | لم تتأهل |
| مارلين إندرولاث | 100 متر فراشة S13  | 1:15.53           | 16                | لم تتأهل | لم تتأهل |
| مارلين إندرولاث | 100 متر صدر SB13   | 1:21.81           | 8 ت               | 1:20.79  | 8        |
| مارلين إندرولاث | 200 متر متنوع SM13 | 2:38.22           | 7 ت               | 2:36.55  | 7        |
| إلينا كراوزو    | 50 متر حرة S13     | 28.61             | 12                | لم تتأهل | لم تتأهل |
| إلينا كراوزو    | 100 متر صدر SB13   | 1:15.31           | 1 ت               | 1:13.46  | الأول    |
| ميرا جين ماك    | 400 متر حرة S8     | —                 | 5:12.82           | 5        |          |
| ميرا جين ماك    | 100 متر ظهر S8     | —                 | 1:22.77           | 5        |          |
| ميرا جين ماك    | 100 متر صدر SB8    | DQ                | DQ                | لم تتأهل | لم تتأهل |
| ميرا جين ماك    | 200 متر متنوع SM8  | 3:04.65           | 5 ت               | 3:04.78  | 6        |
| فيرينا شوت      | 50 متر حرة S6      | 36.59             | 12                | لم تتأهل | لم تتأهل |
| فيرينا شوت      | 100 متر ظهر S6     | 1:23.92           | 4 ت               | 1:21.16  | الثالث   |
| فيرينا شوت      | 100 متر صدر SB5    | 1:46.73           | 5 ت               | 1:43.61  | الثالث   |
| فيرينا شوت      | 50 متر فراشة S6    | 38.16             | 6 ت               | 37.03    | 4        |
| فيرينا شوت      | 200 متر متنوع SM6  | 3:04.37           | 4 ت               | 2:59.09  | الثالث   |

## كرة الطاولة
شاركت ألمانيا بثمانية رياضيين في منافسات كرة الطاولة في الألعاب. تأهل توماس شميدبرغر وفالنتين باوس من بطولة الاتحاد الدولي لتنس الطاولة الأوروبية لذوي الاحتياجات الخاصة لعام 2019، التي أقيمت في هلسينغبورغ، السويد، وستة رياضيين آخرين عبر نظام التصنيف العالمي.
الرجال
| اللاعب                     | الحدث        | مرحلة المجموعات           | مرحلة المجموعات                     | مرحلة المجموعات | الدور 1                               | ربع النهائي                     | نصف النهائي                           | النهائي                | النهائي  |
| اللاعب                     | الحدث        | الخصم النتيجة             | الخصم النتيجة                       | الترتيب         | الخصم النتيجة                         | الخصم النتيجة                   | الخصم النتيجة                         | الخصم النتيجة          | الترتيب  |
| -------------------------- | ------------ | ------------------------- | ----------------------------------- | --------------- | ------------------------------------- | ------------------------------- | ------------------------------------- | ---------------------- | -------- |
| توماس شميدبرغر             | فردي فئة 3   | توبوركوف (روسيا) ف 3–0    | بايك ي-ب (كوريا الجنوبية) · ف 3–0   | 1 ت             | بالانسحاب                             | تشاو ب (الصين) · ف 3–0          | تشاي ش (الصين) · ف 3–0                | فينغ ب (الصين) · خ 2–3 | الثاني   |
| توماس بروخل                | فردي فئة 3   | كولوشو (نيجيريا) · ف 3–0  | بيترونيف (أوكرانيا) · ف 3–0         | 1 ت             | فان إمبورغ (الولايات المتحدة) · خ 2–3 | لم يتأهل                        | لم يتأهل                              | لم يتأهل               | لم يتأهل |
| فالنتين باوس               | فردي فئة 5   | زناتي (مصر) · ف 3–0       | أوزتورك (تركيا) · ف 3–2             | 1 ت             | —                                     | سافانت-آيرا (فرنسا) · ف 3–0     | هانتر-سبيفي (بريطانيا العظمى) · ف 3–0 | كاو ن (الصين) · ف 3–2  | الأول    |
| توماس راو                  | فردي فئة 6   | ثينويوم (تايلاند) · خ 0–3 | إمينوفيتش (البوسنة والهرسك) · ف 3–0 | 2 ت             | سيدنفيلد (الولايات المتحدة) · خ 1–3   | لم يتأهل                        | لم يتأهل                              | لم يتأهل               | لم يتأهل |
| بيورن شناكه                | فردي فئة 7   | موراليس (إسبانيا) · خ 1–3 | فارغاس (كولومبيا) · ف 3–2           | 2 ت             | سالمين (البرازيل) · ف 3–0             | بايلي (بريطانيا العظمى) · خ 0–3 | لم يتأهل                              | لم يتأهل               | لم يتأهل |
| توماس بروخل توماس شميدبرغر | فريق فئة 3   | —                         | جمهورية التشيك · ف 2–0              | الصين · خ 1–2   | الثاني                                |                                 |                                       |                        |          |
| توماس راو بيورن شناكه      | فريق فئة 6–7 | —                         | بالانسحاب                           | تايلاند · ف 2–1 | الصين · خ 0–2                         | لم يتأهل                        | الثالث                                |                        |          |

السيدات
| اللاعبة                  | الحدث        | مرحلة المجموعات            | مرحلة المجموعات                  | مرحلة المجموعات | الدور 1       | ربع النهائي             | نصف النهائي         | النهائي       | النهائي  |
| اللاعبة                  | الحدث        | الخصم النتيجة              | الخصم النتيجة                    | الترتيب         | الخصم النتيجة | الخصم النتيجة           | الخصم النتيجة       | الخصم النتيجة | الترتيب  |
| ------------------------ | ------------ | -------------------------- | -------------------------------- | --------------- | ------------- | ----------------------- | ------------------- | ------------- | -------- |
| ساندرا ميكولاشك          | فردي فئة 4   | دي تورو (أستراليا) · ف 3–0 | ماتيć (صربيا) · ف 3–0            | 1 ت             | بلا مباراة    | تشانغ م (الصين) · خ 1–3 | لم تتأهل            | لم تتأهل      | لم تتأهل |
| ستيفاني غريب             | فردي فئة 6   | تشيبانيكا (روسيا) ف 3–1    | مون س-ك (كوريا الجنوبية) · ف 3–0 | 1 ت             | —             | بلا مباراة              | أليفا (روسيا) خ 0–3 | لم تتأهل      | الثالث   |
| جوليان وولف              | فردي فئة 8   | ماو ج (الصين) · خ 0–3      | تومونو (اليابان) · خ 2–3         | 3               | —             | لم تتأهل                | لم تتأهل            | لم تتأهل      | لم تتأهل |
| ستيفاني غريب جوليان وولف | فريق فئة 6–8 | —                          | الصين · خ 0–2                    | لم تتأهل        | لم تتأهل      | لم تتأهل                |                     |               |          |

## كرة السلة على الكراسي المتحركة
تأهل فريق الرجال الألماني لدورة الألعاب البارالمبية الصيفية 2020 بعد دخوله ضمن المراكز الأربعة الأولى في بطولة أوروبا للرجال 2019.
تأهل فريق ألمانيا للسيدات إلى دورة الألعاب البارالمبية الصيفية 2020 بعد فوزه بالميدالية البرونزية في بطولة العالم لكرة السلة على الكراسي المتحركة 2018 التي أقيمت في هامبورغ بألمانيا.
الملخص
| الفريق          | الحدث        | مرحلة المجموعات            | مرحلة المجموعات           | مرحلة المجموعات    | مرحلة المجموعات   | مرحلة المجموعات | مرحلة المجموعات | ربع النهائي       | نصف النهائي      | النهائي / BM                          | النهائي / BM |
| الفريق          | الحدث        | الخصم النتيجة              | الخصم النتيجة             | الخصم النتيجة      | الخصم النتيجة     | الخصم النتيجة   | الترتيب         | الخصم النتيجة     | الخصم النتيجة    | الخصم النتيجة                         | الترتيب      |
| --------------- | ------------ | -------------------------- | ------------------------- | ------------------ | ----------------- | --------------- | --------------- | ----------------- | ---------------- | ------------------------------------- | ------------ |
| ألمانيا للرجال  | دورة الرجال  | الولايات المتحدة · خ 55–58 | بريطانيا العظمى · ف 71–59 | أستراليا · خ 53–64 | الجزائر · ف 71–50 | إيران · ف 56–53 | 4 ت             | إسبانيا · خ 68–71 | لم يتأهل         | مباراة المركز السابع · كندا · ف 68–56 | 7            |
| ألمانيا للسيدات | دورة السيدات | أستراليا · ف 77–58         | بريطانيا العظمى · ف 53–35 | كندا · ف 59–57     | اليابان · ف 59–54 | —               | 1 ت             | إسبانيا · ف 57–33 | هولندا · خ 42–52 | BM · الولايات المتحدة · خ 51–64       | 4            |

## المبارزة على الكراسي المتحركة
تم اختيار موريس شميت وسيلفي تاوبر للمنافسة.
الرجال
| الرياضي     | الحدث   | دور المجموعات              | دور المجموعات              | دور المجموعات         | دور المجموعات         | دور المجموعات          | دور المجموعات            | دور المجموعات                | دور الـ16                  | ربع النهائي     | نصف النهائي     | النهائي         | النهائي  |
| الرياضي     | الحدث   | المنافس النتيجة            | المنافس النتيجة            | المنافس النتيجة       | المنافس النتيجة       | المنافس النتيجة        | المنافس النتيجة          | الترتيب                      | المنافس النتيجة            | المنافس النتيجة | المنافس النتيجة | المنافس النتيجة | الترتيب  |
| ----------- | ------- | -------------------------- | -------------------------- | --------------------- | --------------------- | ---------------------- | ------------------------ | ---------------------------- | -------------------------- | --------------- | --------------- | --------------- | -------- |
| موريس شميدت | إيبيه أ | روسيل (كندا) · ف 5–2       | لامبرتين (إيطاليا) · خ 2–5 | شابوروف (روسيا) خ 3–5 | أكايا (تركيا) · ف 5–3 | تيان ج (الصين) · خ 1–5 | المدخلي (العراق) · خ 2–5 | 10 ت                         | المدخلي (العراق) · خ 13–15 | لم يتأهل        | لم يتأهل        | لم يتأهل        | لم يتأهل |
| موريس شميدت | سابر أ  | ديمتشوك (أوكرانيا) · خ 3–5 | جيوردان (إيطاليا) · خ 3–5  | لي ه (الصين) · ف 5–3  | روسيل (كندا) · ف 5–2  | —                      | 7 ت                      | ديمتشوك (أوكرانيا) · خ 14–15 | لم يتأهل                   | لم يتأهل        | لم يتأهل        | لم يتأهل        |          |

السيدات
| الرياضية    | الحدث     | دور المجموعات                 | دور المجموعات                   | دور المجموعات               | دور المجموعات             | دور المجموعات                   | دور المجموعات         | دور المجموعات | دور الـ16                | ربع النهائي                | نصف النهائي      | النهائي          | النهائي  |
| الرياضية    | الحدث     | المنافسة النتيجة              | المنافسة النتيجة                | المنافسة النتيجة            | المنافسة النتيجة          | المنافسة النتيجة                | المنافسة النتيجة      | الترتيب       | المنافسة النتيجة         | المنافسة النتيجة           | المنافسة النتيجة | المنافسة النتيجة | الترتيب  |
| ----------- | --------- | ----------------------------- | ------------------------------- | --------------------------- | ------------------------- | ------------------------------- | --------------------- | ------------- | ------------------------ | -------------------------- | ---------------- | ---------------- | -------- |
| سيلفي تاوبر | فوليستا ب | ماكريتسكايا (بيلاروس) · خ 2–5 | جيدس (الولايات المتحدة) · ف 5–3 | ميشوروفا (روسيا) خ 4–5      | ميزو (المجر) · خ 2–5      | ساكوراي (اليابان) · خ 4–5       | تشو ج (الصين) · خ 1–5 | 12            | لم تتأهل                 | لم تتأهل                   | لم تتأهل         | لم تتأهل         | لم تتأهل |
| سيلفي تاوبر | سابر ب    | شياو ر (الصين) · خ 4–5        | جانا (تايلاند) · خ 4–5          | خيتسورياني (جورجيا) · خ 2–5 | باسكينو (إيطاليا) · خ 4–5 | هايز (الولايات المتحدة) · ف 5–1 | —                     | 9 ت           | ميشوروفا (روسيا) ف 15–14 | فيدوتا (أوكرانيا) · خ 9–15 | لم تتأهل         | لم تتأهل         | لم تتأهل |

## كرة مضرب الكراسي المتحركة
| الرياضية      | الحدث        | دور الـ64        | دور الـ32                     | دور الـ16        | ربع النهائي      | نصف النهائي      | النهائي / BM     | النهائي / BM |
| الرياضية      | الحدث        | المنافسة النتيجة | المنافسة النتيجة              | المنافسة النتيجة | المنافسة النتيجة | المنافسة النتيجة | المنافسة النتيجة | الترتيب      |
| ------------- | ------------ | ---------------- | ----------------------------- | ---------------- | ---------------- | ---------------- | ---------------- | ------------ |
| كاثرينا كروغر | فردي السيدات | —                | فان كوت (هولندا) · خ 3–6، 1–6 | لم تتأهل         | لم تتأهل         | لم تتأهل         | لم تتأهل         | لم تتأهل     |

## وصلات خارجية
- موقع الألعاب البارالمبية الصيفية 2020